# Traité de Versailles (1756)
Pour les articles homonymes, voir Traité de Versailles (homonymie).

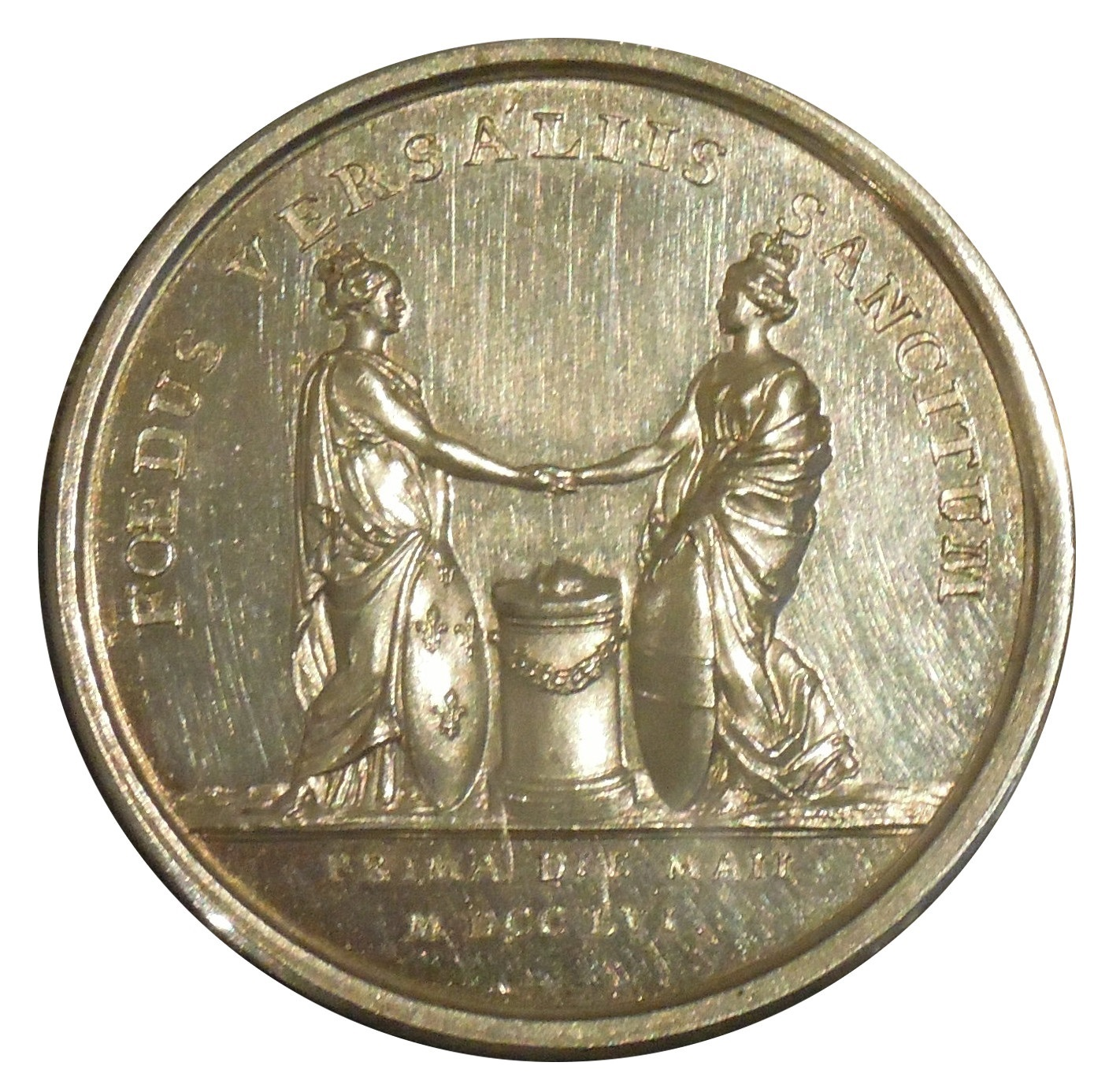
Médaille d'argent française pour le Traité de Versailles en 1756.

Le traité de Versailles de 1756 (connu d'abord comme le traité de Jouy, puis comme le premier traité de Versailles) était un accord diplomatique entre l'Autriche et la France signé le 1er mai 1756 au  château de Jouy, chez Antoine-Louis Rouillé de Jouy, alors ministre des affaires étrangères. Le traité est signé par Rouillé et Bernis au nom de Louis XV et par Starhemberg, ambassadeur d'Autriche pour le compte de Marie-Thérèse d'Autriche. Il met fin à plus de 300 ans d'inimitié entre les Bourbons et la Maison des Habsbourg.

## Contenu
Le traité comporte trois volets :
- une convention de neutralité qui vise essentiellement le conflit franco-britannique qui a débuté en Amérique ;
- un traité d'union et d'amitié défensif qui engage mutuellement les deux parties à se prêter assistance en cas d'attaque de quelque puissance que ce soit, hors la guerre franco-britannique ;
- des clauses secrètes que les agents britanniques ont soupçonnées et montrant que l'accord était plus large que celui définit dans le document public[2].

Le traité a établi l'alliance franco-autrichienne qui devait durer, sous une forme ou une autre, durant une trentaine d'années. Quelques mois après la signature de cet accord, la France et l'Autriche se trouvèrent engagés dans la guerre de Sept Ans, contre l'alliance anglo-prussienne, qui devait durer jusqu'en 1763. Avec la Convention de Westminster, le traité fait partie de la révolution diplomatique qui a re-positionné les systèmes d'alliance des grandes puissances d'Europe dans la perspective de la guerre.
Un traité ultérieur, promettant une coopération plus étroite entre les deux États, a été conclu à Versailles l'année suivante.

## Réception
Les contemporains français ont été surpris et beaucoup agacés par cette rupture avec la diplomatie séculaire d'opposition aux Habsbourg. Nombreuses sont les personnalités austrophobes et prussophiles à l'instar du marquis d'Argenson, ministre des Affaires étrangères que Louis XV a opportunément écarté des négociations. Un siècle plus tard Michelet dénonçait un traité inutile et inégal.

## Sources
- (en) Cet article est partiellement ou en totalité issu de l’article de Wikipédia en anglais intitulé « Treaty of Versailles (1756) » (voir la liste des auteurs).